# مركب كروم عضوي

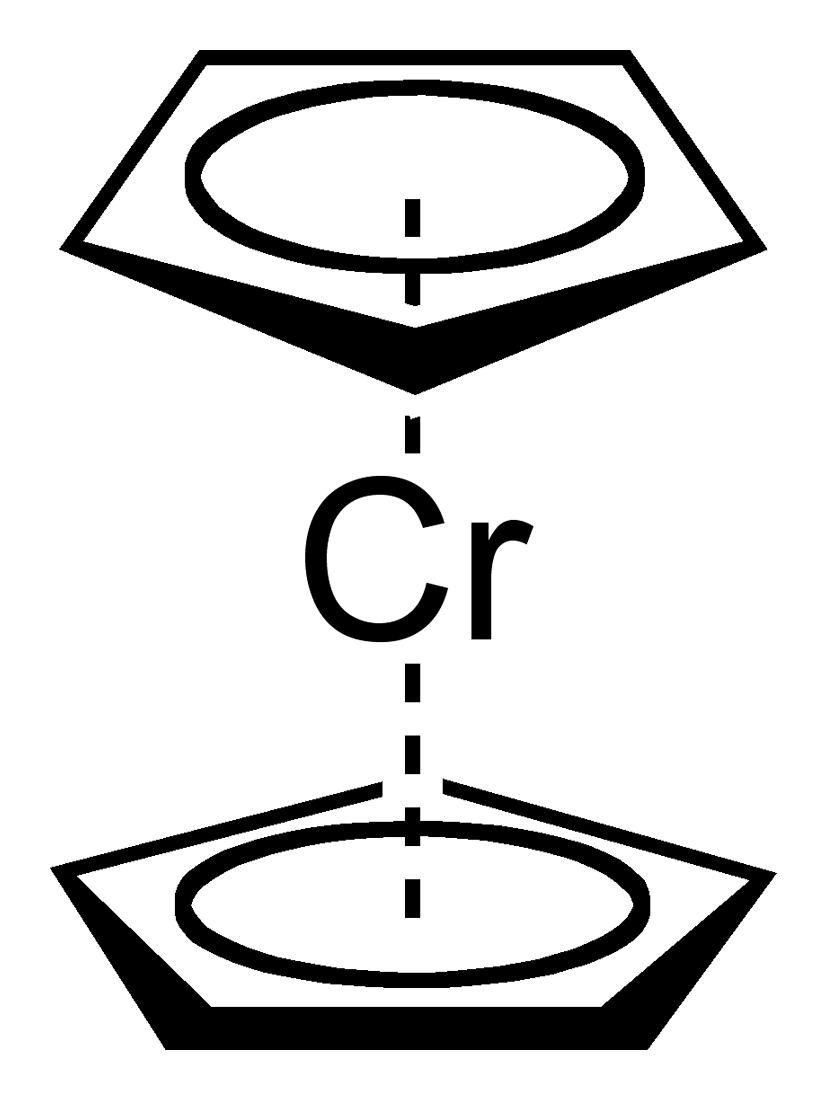
مركب الكروموسين، أحد الأمثلة على مركبات الكروم العضوية

مركبات الكروم العضوية هي صنف من المركبات العضوية الفلزية الحاوية على رابطة كيميائية بين عنصري الكروم والكربون Cr-C؛ ويدعى الفرع من الكيمياء المهتم بدراسة تلك المركبات باسم كيمياء الكروم العضوية.
كان الكيميائي فرانز هاين أول من حضر مركباً عضوياً للكروم، وذلك سنة 1919؛ وذلك عندما عالج بروميد فينيل المغنيسيوم بمركب كلوريد الكروم الثلاثي؛ والذي اتضح فيما بعد أنه مركب شطيري للكروم؛ كما جرى تحضير مركب مضاعف (بنزين) الكروم من الكيميائي إرنست فيشر سنة 1956 من معالجة مزيج من كلوريد الكروم الثلاثي والبنزين وكلوريد الألومنيوم؛ أما مركب الكروموسين فقد حضر قبل ذلك من فيشر أيضاً في سنة 1953.